# Hiperkortizolizmom
Hiperkortizolizmom ili Kušingov sindrom jedan je od hormonalnih poremećaja u organizmu koji nastaje kao posledica sekrecije prekomernih količina glikokortikoida. Zbog dugotrajne ekspozicije prekomernoj sekreciji kortizola, sindrom se karakteriše gubitkom normalnog feedback mehanizma hipotalamusno-hipofizno-nadbubrežna osovine, kao i gubitkom normalnog cirkadijalnog ritma sekrecije kortizola.
Uzroci hiperkortizolizmoma dele se u dve glavne grupe — zavisnu od ACTH i nezavisnu od ACTH. Kao najčešći uzrok ipak se navodi onaj koji je jatrogeno nastao nakon primene kortikosteroida u terapijske svrhe.

## Nazivi
Hiperkortizolizmom — Hiperkortizolizam — Hiperadrenokorticizam — Kušingov sindrom — Kušingova bolest — Bolest Icenko — Kušing

## Istorija
Američki lekar i pionir u oblasti neurohirurgije Harvi Vilijems Kušing, prvi je opisao 1932. godine klinički sindrom koji je obuhvatao izostanak menstruacije, pojavu modrica i strija, pletoru lica, povišen krvni pritisak, hirzutizam i miopatiju, a kao uzrok naveo je „pituitarni bazofilizam”.
Posle njega Bišop i Klouz opisali su isti slučaj, nazivajući ga Kušingov sindromom.
Prvi koji je shvatio ulogu glukokortikoida u nastanku hiperkortizolizmoma bio je Olbrajt 1942. godine.
Lidl i saradnici, su zatim opisali sindrom ektopijskog lučenja adrenokortikotropnih hormona (skraćeno ACTH), a onda u praksu uveli test supresije deksametazonom (skraćeno DST), koji godinama predstavlja zlatni standard u dijagnostici hiperkorticizma.
Brzim razvojem nauke sledila su nova saznanja o etiologiji, patogenezi, dijagnostikovavu i lečenju sindroma, mada u mnogim detaljima hiperkortizolizmom i danas ostaje nerazjašnjen u kliničkoj endokrinologiji.

## Epidemiologija
Prema statistički podacima najveći broj slučajeva hiperkortizolizmoma nastaje nakon spoljašnjeg unošenje glikokortikoida, dok se kao posledica endogene hipersekrcije javlja kod otprilike 13 osoba na milion ljudi.
Osobe ženskog pola su oko pet puta češće pogođene nego osobe muškog pola, naročito one sa tumorom hipofize i tumorom nadbubrežne žlezde
Kako glukokortikoidi imaju i efekte na kardiovaskularnu regulaciju preko mineralokortikoidnih i glikokortikoidnih receptora u centralnom nervnom sistemu, epidemiološki podaci upućuju da hipertenzija u Kušingovom sindromu značajno doprinosi morbiditetu i mortalitetu..

## Etiologija
Kao mogući uzroci nastanka hiperkortizolizmoma mogu biti:
- Adenomi (benigni tumori kore nadbubrežne žlezde i hipofize koji luče adrenokortikotropni hormon (skraćeno ACTH),
- Karcinomi nadbubrežne žlezde,
- Makronodularna i mikronodularna hiperplazija nadbubrežne žlezde,
- Endokrin tumori na drugim lokalizacijama (tumor malih ćelija pluća koji luči pomenute hormone, ili karcinoidni tumori),
- Dejstvo egzogenih glikokortikoida nakon terapije kortikosteroidima, naročito, kod sistemskih i autoimunih bolesti,
- Transplantacije organa.

| Uzroci zavisni od ACTH                                 | Uzroci nezavisni od ACTH          | Ostali uzroci                            |
| ------------------------------------------------------ | --------------------------------- | ---------------------------------------- |
| Povećana sekrecija ACTH iz hipofize (Kušingova bolest) | Adenom nadbubrežne žlezde         | Pseudo Kušingov sindrom kod alkoholičara |
| Ektopična sekrecija ACTH iz tumora                     | Karcinom nadbubrežne žlezde       |                                          |
| Jatrogena primena ACTH                                 | Jatrogena primena kortikosteroida |                                          |

## Patogeneza
Patogeneza hiperkortizolizmoma može se objasniti na dva načina, u zavisnosti od etiologije. U slučaju Kušingovog sindroma nezavisnog od ACTH, radi se povećanoj autonomnoj sekreciji kortizola iz adenoma nadbubrežne žlezde, što negativnom povratnom spregom dovodi do niskog nivoa ACTH u krvi. Kada je u pitanju, npr. tumor hipofize koji povećano luči ACTH, taj hormon svojim dejstvom na fascikularnu zonu nadbubrežne žlezde dovodi do povećane sekrecije kortizola.

## Klinička slika
Klinička slika je posledica: kataboličkog delovanja kortizola na proteine, mobilizacije masnih kiselina i povećane koncentracije glukoze u krvi uz smanjenu osetljivost tkiva na inzulin. Zbog toga, kod bolesnika u kliničkoj slici dominiraju sledeći simptomi i znaci:
- Porast telesne težine (centralni tip gojaznosti), naročito izražene na gornjem delu tela i u predelu lica i vrata – tako da lice postaja ovalno („mesečasto lice”) i „bufalo grbom” na leđima iza ramena (poznata i kao dorzocervikalni masni jastučić).

- Koža je istanjena i sklona krvarenju, i pojavi krvnih podliva (modrica), roze obojenih strije i akni.
- Zarastanje rana je otežano
- Nešto izraženija dlakavost po telu (hirzutizam)
- Izražena mišićna slabost
- Pojava otoka (edemi) na šakama i stopalima
- Pojava poremećaji menstrualnog ciklusa (oligemenoreja iamenoreja)
- Gubitak libida i neplodnost kod žena i impotencija i gubitak libida kod muškaraca.
- Emocionalna nestabilnost sa sklonostima ka razvoju depresije i kognitivnih poremećaja
- Patološki prelomi kao posledica gubitka koštano-tkivne gustine (osteoporoze)
- Učestala hipertenzija
- Poremećaj u glikoregulaciji (intolerancija na glukozu i šećerna bolest)

Psihički poremećaji
Ovaj poremećaj može dovesti i do psihičkih simptoma: depresije, psihoze ili nesanice. Pretpostavlja se da do toga dolazi zbog poremećaja hipotalamo-hipofizne ose ili kao posledica povišenog nivoa kortizola. Takođe veliki depresivni poremećaj možemo promatrati kao posledicu poremećene regulacije hormona stresa.
Postoji nekoliko načina kako razlikovati poremećaj raspoloženja uzrokovan hiperkortizolizmom od velikog depresivnog poremećaja. U oba slučaja javlja se povišen nivo cirkulišućeg kortizola
ili ACTH, povišena koncentracija kortizola u 24h mokraći, i izostanak odgovora na supresijski test deksametazonom.
Kod Kušingovog sindroma nalazimo poremećen cirkadijani ritam lučenja kortizola i ACTH, dok je kod depresivnih osoba on očuvan. Jedan od razloga zašto osobe koje boluju od velikog depresivnog poremećaja retko razviju tipičnu kliničku sliku Kušingovog sindroma je taj što koncentracija globulina koji veže kortikosteroide (CBG) ostaje normalna, dok je ona snižena kod obolelih od Kušingovog sindroma, dovodeći do povišenih koncentracija slobodnog kortizola.

## Dijagnoza
Dijagnoza sindroma postavlja se na osnovu anamneze, kliničke slike, objektivnog pregleda, laboratorijskih i radioloških analiza. Za potvrdu dijagnoze se test supresije
deksametazonom (izostaje normalan pad koncentracije kortizola ispod 50 nmol/L nakon davanja deksametazona), ili se određuje slobodni kortizol u 24h mokraći i prati cirkadijani ritam lučenja kortizola. Kako bi potvrdili da se radi o tumoru hipofize ili tumoru nadbubrežne žlezde, potrebno je obaviti magnetnu rezonantnu tomografiju hipofize, odnosno kompjuterizovanu tomografiju ili magnetnu rezonantnu tomografiju nadbubrežnih žlezda.
Laboratorijski testovi
Laboratorijska dijagnoza endogenog Kušingovog sindroma podrazumeva merenje nivoa kortizola u mokraći, merenje kortizola u serumu, deksametazon supresioni test i deksametazon-kortikotropin stimulišući test. Kod gojaznosti, alkoholizma, unošenja estrogena, hronične bubrežne insuficijencije, prekomernog vežbanja, stalnoj izloženosti stresu, poremećaja u ishrani i upotrebe fenitoina, fenobartbitona i rifampicina mogu da postoje lažno pozitivni rezultati kod pomenutih testova.
U fiziološkim uslovima oko 10% kortizola nije vezano za kortizol-vezujući globulin (skraćeno CBG), prolazi kroz glomerulsku membranu, najveći deo se reapsorbuje, a ostatak (oko 1% od ukupnog) izlučuje neizmenjen. U hiperkortizolemiji dolazi do zasićenja CBG i povećanja slobodnog kortizola u urinu (skraćeno UFC) Ranije se određivao nivo 17-hidroksikortikosteroida i 17-ketosteroida kao metabolita kortizola, ali je njihova upotrebna vrednost potisnuta određivanjem UFC. Tehnički problem je adekvatno prikupljanje mokraće, zbog čega je uvedeno izražavanje UFC preko klirensa kreatinina ili uz kontrolu klirensa. U nekoliko odvojenih studija utvrđeno je da određivanje UFC ima dijagnostičku senzitivnost od 95% do 100%, a specifičnost od 98%.
Određivanje UFC ima visoku senzitivnost, ali relativno nisku specifičnost, pa nekoliko uzoraka UFC u granicama normalnih vrednosti sa velikom verovatnoćom isključuje hiperkortizolizmom.
Kompjuterizovana tomografija i MRT
Skener (kompjuterizovana tomografija) i nuklearna magnetna rezonanca trbuha i moždanih strukura, kao što su tursko sedlo lobanje (koštana struktura u kojoj je smeštena hipofiza) omogućavaju pronalaženje strukturnih promena na nadbuburežnim žlezdama i hipofizi.
Kompjuterizovana tomografija (CT) najčešće prikazuje hipodenznu zonu, koja se obično ne prikazuje po primeni kontrastnog sredstva.
Magnetna rezonancija sa gadolinijumskim kontrastom (MR) smatra se superiornom metodom, međutim, njegova senzitivnost je 50-60% Prosečna veličina adenoma hipofize je 5,6 mm, a smatra se da se adenomi manji od 3 mm ne prikazuju na MR snimku. Najveći broj mikroadenoma se prikazuje kao hipointenzivni signal, koji se postkontrastno ne pojačava, međutim, oko 5% su meki adenomi, koji apsorbuju kontrastno sredstvo, pa se preporučuje i snimanje bez njega. U okviru tumačenja rezultata ne treba zaboraviti da se kod 10-20% populacije starosti od 20 do 40 godina MR uočavaju incidentalomi hipofize, dok su kod 27% bolesnika oni zabeleženi u patološkim serijama. Tumor identifikovan MR pregledom je u korelaciji sa hirurškim nalazom 75-98%.
Radi poboljšanja lokalizacije tumora uvedena je intraoperaciona ultrasonografija. Ova tehnika ne dovodi do komplikacija, ali je subjektivna, i zavisi od hirurga, tako da tek treba da se u velikim studijama proceni njena vrednos.
Scintigrafija
Scintigrafija sa radioaktivno obeleženim oktreotidom pomaže da se pronađu tumori koji sekretuju adrenokortikotropni hormon na drugim lokacijama u organizmu.

## Terapija
Pre nego što se pristupi etiološkom lečenju hiperkortizolizmoma, potrebno je smanjiti serumsku koncentraciju kortizola što se postiže ketokonazolom ili metiraponom koji inhibiraju sintezu glukokortikoida.
Metoda izbora u lečenju bolesti je transsfenoidalna operacija i uklanjanje tumora hipofize.
Radioterapija se obično koristi nakon operacije, a deca posebno dobro reaguju na nju (80% se
izleči na taj način).
Medikamentozna terapija se koristi ako je operacija bila neuspješna ili je došlo do recidiva. Novi lekovi koji se koriste u terapiji Kušingove bolesti su pasireotid, analog somatostatina koji se daje u obliku supkutanih injekcija, mifepriston, antagonist glukokortikoidnih i progesteronskih receptora koji se uzima oralno.
Kod pacijenata koji uzimaju pasireotid treba pratiti vrednosti glukoze u krvi jer je hiperglikemija česta nuspojava lečenja. Mifepriston nije dobar izbor za pacijente sa hipertenzijom i hipokalemijom.
Tumore koji ektopično stvaraju ACTH treba operisati, kao i tumore nadbubrežne žlezde koji autonomno stvaraju glukokortikoide.

## Literatura
- Prague, J. K.; May, S.; Whitelaw, B. C. (март 2013). „Cushing's syndrome”. BMJ. 346: 945. PMID 23535464. doi:10.1136/bmj.f945.
- Newell-Price J, Bertagna X, Grossman AB, et al; Cushing's syndrome. Lancet. 13 (367): 1605—17. May 200622. Проверите вредност парамет(а)ра за датум: |date= (помоћ); Недостаје или је празан параметар |title= (помоћ).
- Arnaldi, G.; Angeli, A.; Atkinson, A. B.;  . (децембар 2003). „Diagnosis and complications of Cushing's syndrome: a consensus statement”. Journal of Clinical Endocrinology & Metabolism. 88 (12): 5593—602. PMID 14671138. doi:10.1210/jc.2003-030871..
- Biller, B. M.; Grossman, A. B.; Stewart, P. M.;  . (април 2008). „Treatment of ACTH-dependent Cushing's syndrome: a consensus statement”. Journal of Clinical Endocrinology & Metabolism. 93 (7): 2454—2462. PMC 3214276 . PMID 18413427. doi:10.1210/jc.2007-2734. .
- Guaraldi, F.; Salvatori, R. (март 2012). „Cushing syndrome: maybe not so uncommon of an endocrine disease”. J Am Board Fam Med. 25 (2): 199—208. PMID 22403201. doi:10.3122/jabfm.2012.02.110227..
- Pivonello, Rosario; De Martino, Maria Cristina; De Leo, Monica; Lombardi, Gaetano; Colao, Annamaria;  . (март 2008). „Cushing's Syndrome”. Endocrinol Metab Clin North Am. 37 (1): 135—49. PMID 18226734. doi:10.1016/j.ecl.2007.10.010. Пронађени су сувишни параметри: |author= и |last1= (помоћ), ix. .
- Nieman LK, Ilias I; Evaluation and treatment of Cushing's syndrome. Am J Med (12): 1340—6. Dec 20058. Проверите вредност парамет(а)ра за датум: |date= (помоћ); Недостаје или је празан параметар |title= (помоћ).
- Boscaro M, Arnaldi G; Approach to the patient with possible Cushing's syndrome. Journal of Clinical Endocrinology & Metabolism (9): 3121—31. септембар 2009. Недостаје или је празан параметар |title= (помоћ).
- Stratakis, Constantine A. (2008). „Cushing Syndrome Caused by Adrenocortical Tumors and Hyperplasias (Corticotropin- Independent Cushing Syndrome)”. Endocr Dev. Endocrine Development. 13: 117—32. ISBN 978-3-8055-8580-4. PMC 3132884 . PMID 18493137. doi:10.1159/000134829.
- Pecori Giraldi F, Invitti C, Cavagnini F; The corticotropin-releasing hormone test in the diagnosis of ACTH-dependent Cushing's syndrome: a reappraisal. Clin Endocrinol (Oxf). 54  (5):  601-7.
- Tritos, N. A.; Biller, B. M. (фебруар 2012). „Advances in medical therapies for Cushing's syndrome”. Discov Med. 13 (69): 171—9. PMID 22369976..
- Gadelha, Mônica R.; Vieira Neto, Leonardo (јануар 2014). „Efficacy of medical treatment in Cushing's disease: A systematic review”. Clinical Endocrinology. 80 (1): 1—12. PMID 24118077. doi:10.1111/cen.12345.. . Epub 2013 Nov 12.
- Morris, Damian; Grossman, Ashley (септембар 2002). „The Medical Management of Cushing's Syndrome”. Ann N Y Acad Sci. 970 (1): 119—33. Bibcode:2002NYASA.970..119M. PMID 12381547. doi:10.1111/j.1749-6632.2002.tb04418.x..
- Shalet, S.; Mukherjee, A. (јун 2008). „Pharmacological treatment of hypercortisolism”. Curr Opin Endocrinol Diabetes Obes. 15 (3): 234—8. PMID 18438170. doi:10.1097/MED.0b013e3282fc7025..
- Tritos, N. A.; Biller, B. M.; Swearingen, B. (мај 2011). „Management of Cushing disease”. Nat Rev Endocrinol. 7 (5): 279—89. PMID 21301487. doi:10.1038/nrendo.2011.12.. Epub 2011 Feb 8.
- Becker, G.; Kocher, M.; Kortmann, R. D.;  . (април 2002). „Radiation therapy in the multimodal treatment approach of pituitary adenoma”. Strahlenther Onkol. 178 (4): 173—86. PMID 12040754. doi:10.1007/s00066-002-0826-x..
- Clayton, R. N. (2010). „Mortality in Cushing's disease”. Neuroendocrinology. 92 (Suppl. 1): 71—6. PMID 20829622. doi:10.1159/000315813.. Epub 2010 Sep 10.

|  | Molimo Vas, obratite pažnju na važno upozorenje u vezi sa temama iz oblasti medicine (zdravlja). |